# Universidade Nacional da Cidade de Ho Chi Minh
A Universidade Nacional da Cidade de Ho Chi Minh (em vietnamita: Quốc gia Thanh Pho Ho Chi Minh) é uma universidade do Vietname, localizada na Cidade de Ho Chi Minh, a maior cidade do país. A universidade foi fundada em 27 de janeiro de 1995 e juntamente com a Universidade Nacional de Hanói, é uma das maiores do país. A universidade oferece graduação e pós-graduação. Possui 35.391 estudantes, incluindo: 
- 120 profissionais de grau universitário
- 83 profissionais de pós-graduação (mestrado)
- 82 profissionais de doutorado

Os profissionais da educação abrangem: tecnologia, ciências naturais, ciências básicas, ciências sociais e da humanidade, literatura, línguas estrangeiras e administração. Os professores e palestrantes somam 2.582 no total (em 2006). O escritório central da universidade está localizada na ala Linh Trung, região oeste da cidade. A universidade está planejando um projeto novo campus com área de 643,7 hectares.